# Queenie Leonard
Queenie Leonard (nascida Pearl Walker; 18 de fevereiro de 1905 – 17 de janeiro de 2002) foi uma atriz britânica. Ela foi o último membro sobrevivente do elenco de And Then There Were None (1945) até sua morte em 2002.

## Biografia
Ela nasceu como Pearl Walker em Manchester, Lancashire, Inglaterra e começou a se apresentar no palco com seu pai quando tinha 14 anos. Ela estreou no cinema em 1931. Ela já havia acumulado 20 anos de experiência no palco e na tela quando, em 1941, fez o primeiro de mais de 30 filmes de Hollywood. Ela também apareceu em cabarés na Grã-Bretanha e nos Estados Unidos, estrelou um show solo, atuou em seriados de televisão e deu voz a filmes de animação da Disney. Ela se aposentou em 1968. Sua última aparição foi em Star! da 20th Century Fox.
Leonard foi casada com o designer de cinema Lawrence P. Williams de 1936 a 1947, e com o ator Tom Conway de 1958 a 1963. Ambas as uniões não tiveram filhos e terminaram em divórcio.
Leonard ficou legalmente cega durante parte de sua vida.
Em 17 de janeiro de 2002, Leonard morreu de causas naturais em seu apartamento em West Los Angeles, aos 96 anos. Ela foi enterrada no Westwood Village Memorial Park Cemetery em Los Angeles, no cemitério chamado "Garden of Roses". Ela foi o último membro sobrevivente do elenco de And Then There Were None (1945).

## Filmografia completa
| Ano  | Título                         | Personagem                                                | Notas                |
| ---- | ------------------------------ | --------------------------------------------------------- | -------------------- |
| 1931 | Who Killed Doc Robin?          | Amy Anderson                                              | Curta-metragem       |
| 1934 | Romance in Rhythm              | Skye Gunderson                                            |                      |
| 1936 | Skylarks                       | Maggie Hicks                                              |                      |
| 1937 | Moonlight Sonata               | Margit                                                    |                      |
| 1937 | The Show Goes On               | Lilith Henderson                                          |                      |
| 1937 | Limelight                      | Queenie                                                   |                      |
| 1937 | Dick Whittington and His Cat   | Dick Whittington                                          | Telefilme            |
| 1937 | Millions                       | Lilian                                                    |                      |
| 1938 | Have You Brought Your Music?   | Mishina                                                   | Telefilme            |
| 1938 | They're Off!                   | Diana Turriot                                             | Telefilme            |
| 1938 | On the Spot                    | Minn Lee                                                  | Telefilme            |
| 1938 | Kate Plus Ten                  | Ellen Pamplemousse                                        |                      |
| 1938 | King of the Congo              | Ruth                                                      | Telefilme            |
| 1938 | Pest Pilot                     | Lady April                                                | Telefilme            |
| 1939 | More Fun and Games!            | Tuesday X                                                 | Telefilme            |
| 1941 | Ladies in Retirement           | Irmã Agatha                                               |                      |
| 1941 | Confirm or Deny                | Daisy, operadora de mesa telefônica da Consolidated Press |                      |
| 1942 | This Above All                 | Violet Worthing                                           |                      |
| 1942 | Eagle Squadron                 | Bridget – loira de Lancashire                             |                      |
| 1943 | Forever and a Day              | Empregada doméstica                                       | como Oueenie Leonard |
| 1943 | Thumbs Up                      | Janie Brooke                                              |                      |
| 1944 | The Lodger                     | Daisy – a empregada                                       |                      |
| 1944 | The Uninvited                  | Sra. Taylor                                               | Sem créditos         |
| 1944 | Our Hearts Were Young and Gay  | Empregada doméstica                                       | Sem créditos         |
| 1945 | Tonight and Every Night        | Mulher cockney                                            | Sem créditos         |
| 1945 | Molly and Me                   | Lily                                                      |                      |
| 1945 | And Then There Were None       | Sra. Rogers                                               |                      |
| 1945 | My Name Is Julia Ross          | Alice                                                     | Sem créditos         |
| 1946 | Cluny Brown                    | Weller                                                    | Sem créditos         |
| 1946 | The Locket                     | Cantora                                                   |                      |
| 1947 | Life With Father               | Maggie                                                    |                      |
| 1947 | The Lone Wolf in London        | Lily                                                      |                      |
| 1948 | The Black Arrow                | Mulher servindo                                           | Sem créditos         |
| 1948 | Homecoming                     | Enfermeira                                                | Sem créditos         |
| 1948 | Hills of Home                  | Sra. MacFadyen                                            | Sem créditos         |
| 1949 | My Own True Love               | Papel Menor                                               | Sem créditos         |
| 1949 | The Secret of St. Ives         | Empregada doméstica                                       | Sem créditos         |
| 1950 | A Life of Her Own              | Matrona do Hotel                                          | Sem créditos         |
| 1951 | Lorna Doone                    | Gweeny                                                    | Sem créditos         |
| 1951 | Kind Lady                      | Papel Pequeno                                             | Sem créditos         |
| 1951 | Alice in Wonderland            | Um pássaro em uma árvore/Flor esnobe                      | Voz                  |
| 1951 | Thunder on the Hill            | Sra. Smithson                                             |                      |
| 1951 | Thunder in the East            | Miss Huggins                                              | Sem créditos         |
| 1952 | The Narrow Margin              | Sra. Troll                                                |                      |
| 1952 | Les Misérables                 | Empregada de Valjean                                      | Sem créditos         |
| 1952 | Million Dollar Mermaid         | Sra. Graves, mãe de John                                  | Sem créditos         |
| 1953 | Latin Lovers                   | Rufina                                                    | Cenas cortadas       |
| 1954 | Ring of Fear                   | Tillie / Cartomante                                       | Sem créditos         |
| 1955 | The King's Thief               | Esposa do Boticário                                       |                      |
| 1956 | Gaby                           | Trabalhadora de cantina                                   | Sem créditos         |
| 1956 | 23 Paces to Baker Street       | Miss Elsie Schuyler                                       | Sem créditos         |
| 1956 | D-Day the Sixth of June        | Cabo no trem                                              | Sem créditos         |
| 1960 | All the Fine Young Cannibals   | Enfermeira                                                |                      |
| 1961 | One Hundred and One Dalmatians | Princesa                                                  | Voz                  |
| 1962 | The Notorious Landlady         | Mulher                                                    | Sem créditos         |
| 1962 | Hatari!                        | Enfermeira                                                | Cenas cortadas       |
| 1963 | The Prize                      | Miss Fawley                                               | Sem créditos         |
| 1964 | What a Way to Go!              | Lady Kensington                                           | Sem créditos         |
| 1964 | Mary Poppins                   | Depositante                                               | Sem créditos         |
| 1964 | My Fair Lady                   | Espectadora cockney                                       | Sem créditos         |
| 1967 | Doctor Dolittle                | Espectadora de tribunal                                   | Sem créditos         |
| 1968 | Star!                          | Grand Dam                                                 | Sem créditos         |